# Pedra mani

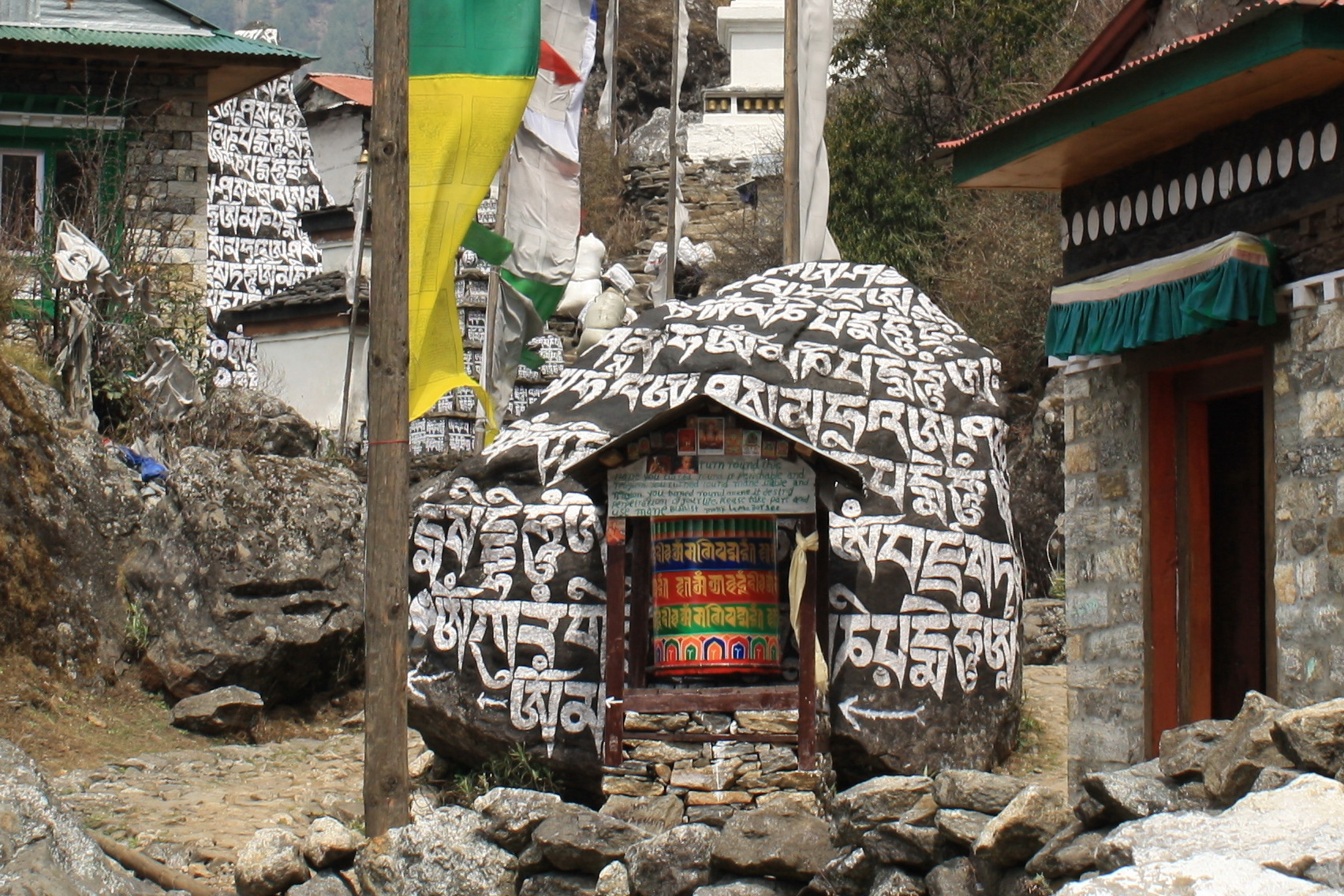
Pedra mani numa aldeia das montanhas do Nepal

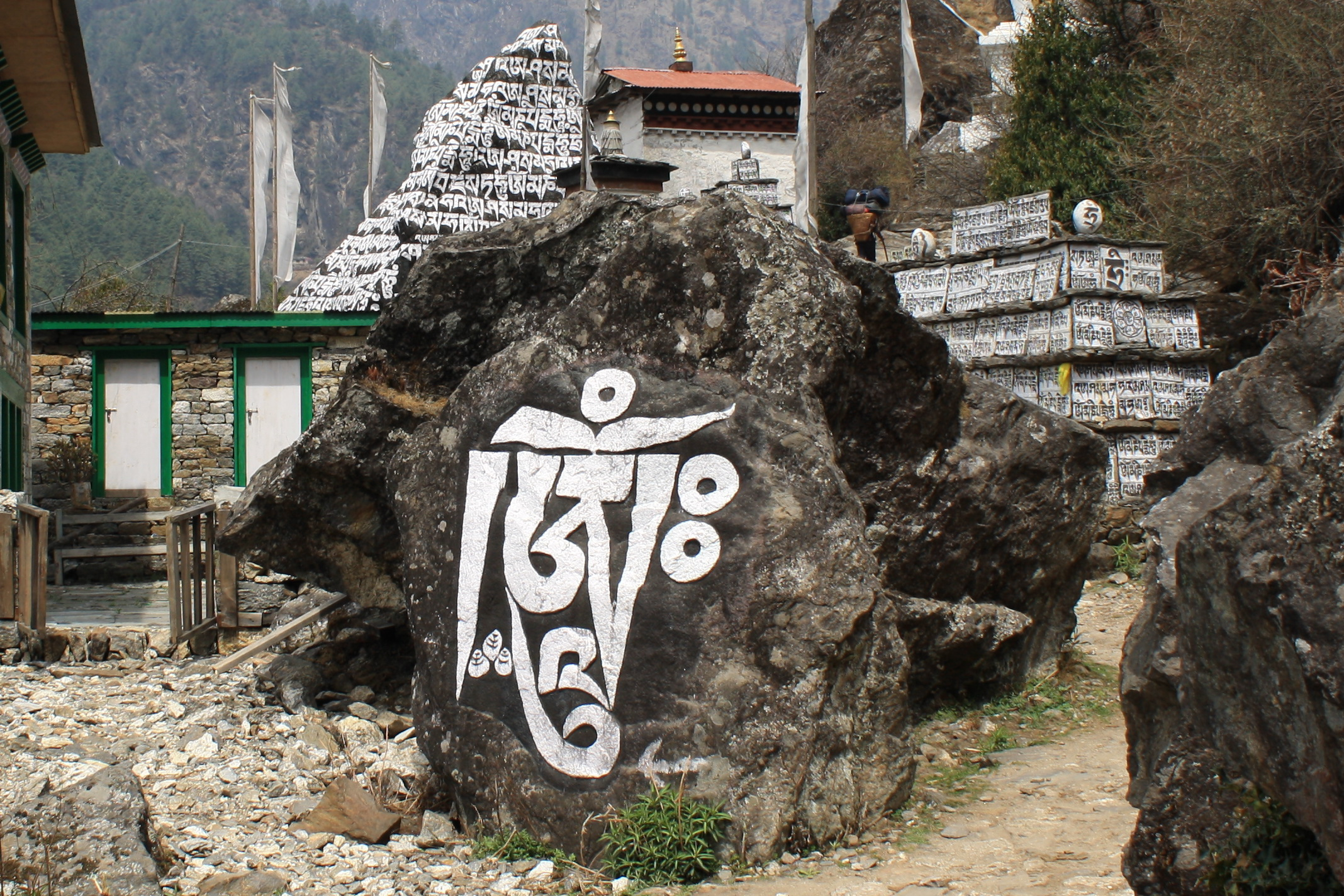
Pedras mani de diversos tamanhos

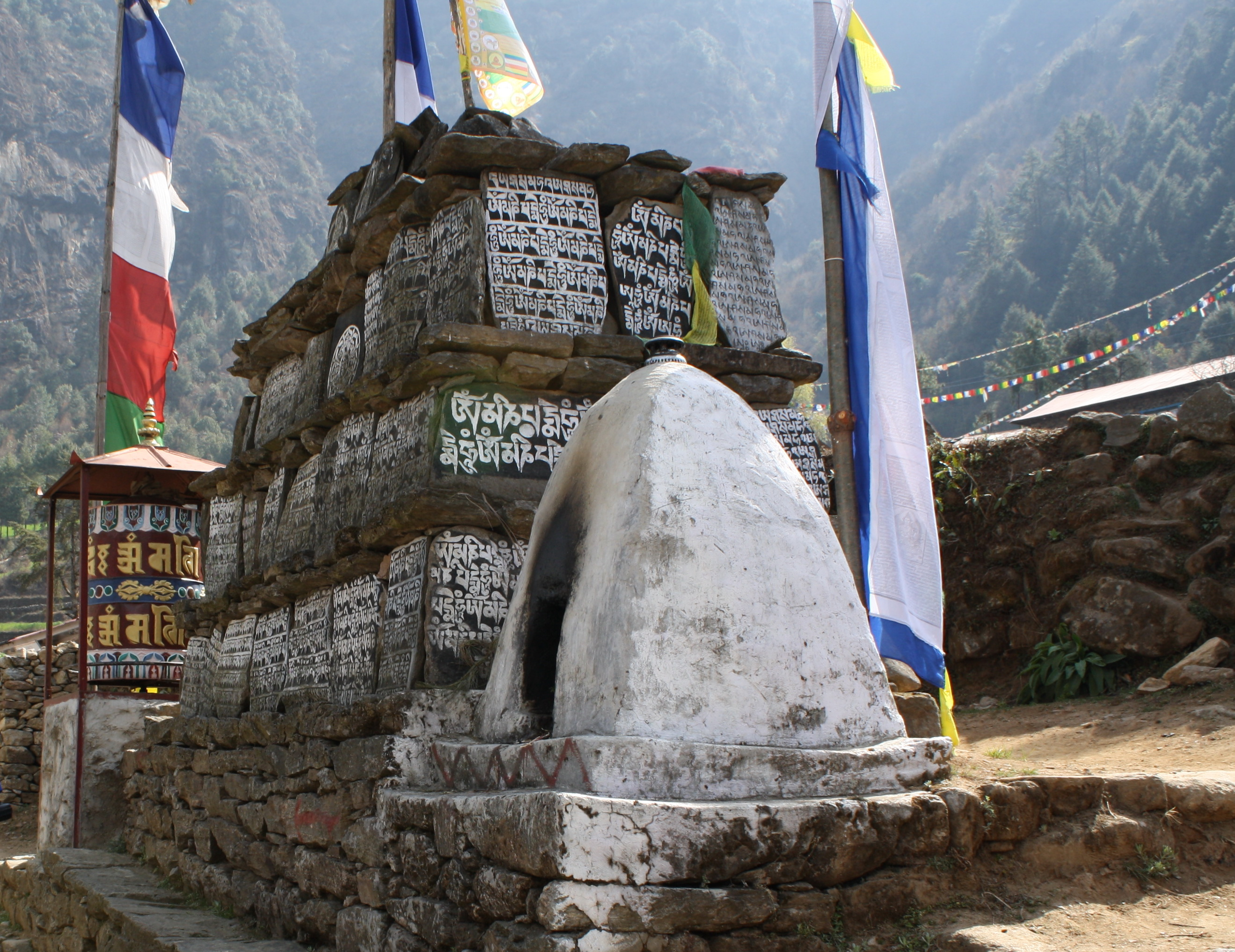
Muro de pedras mani

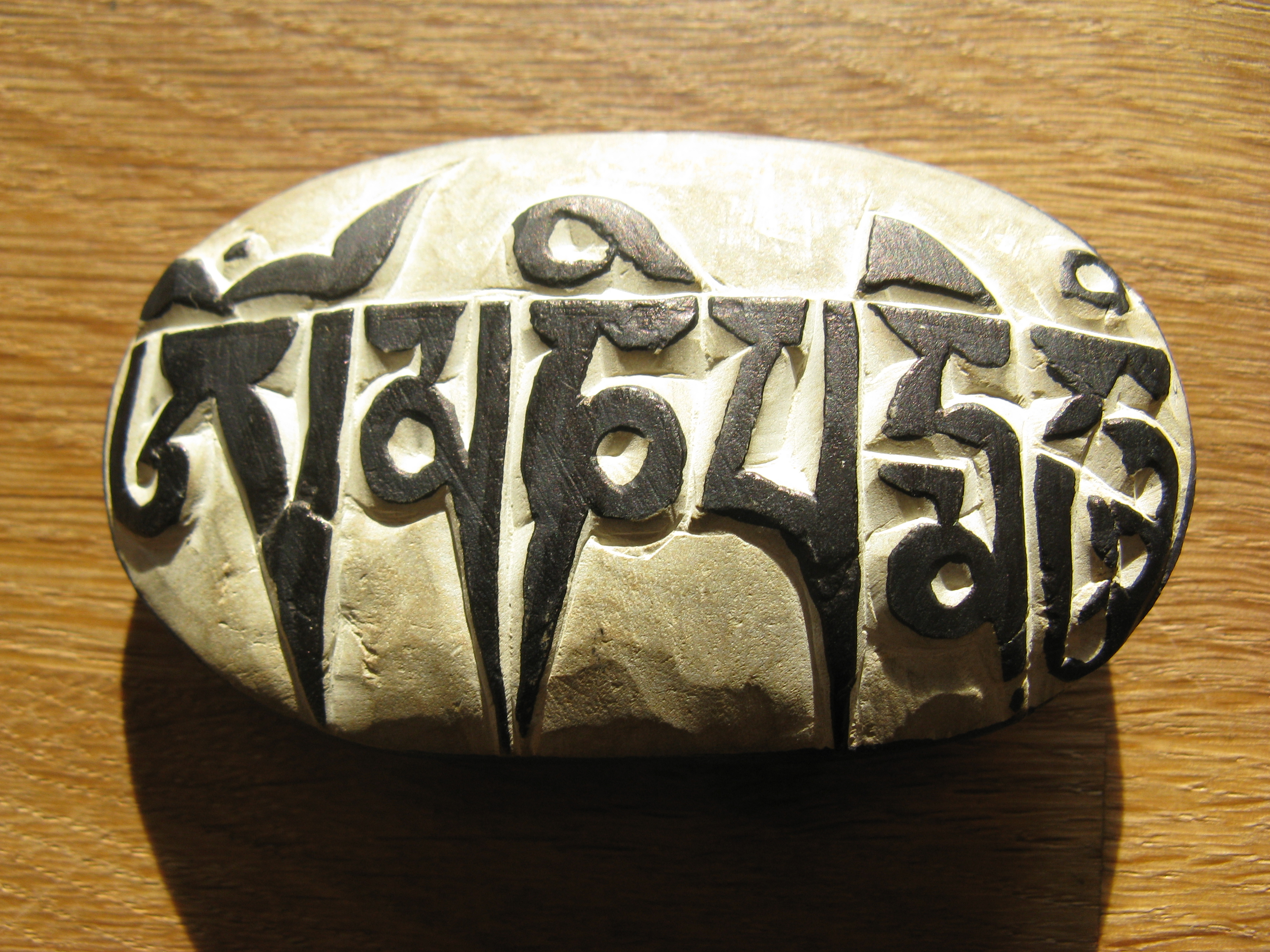
Seixo com a inscrição Om mani padme hum

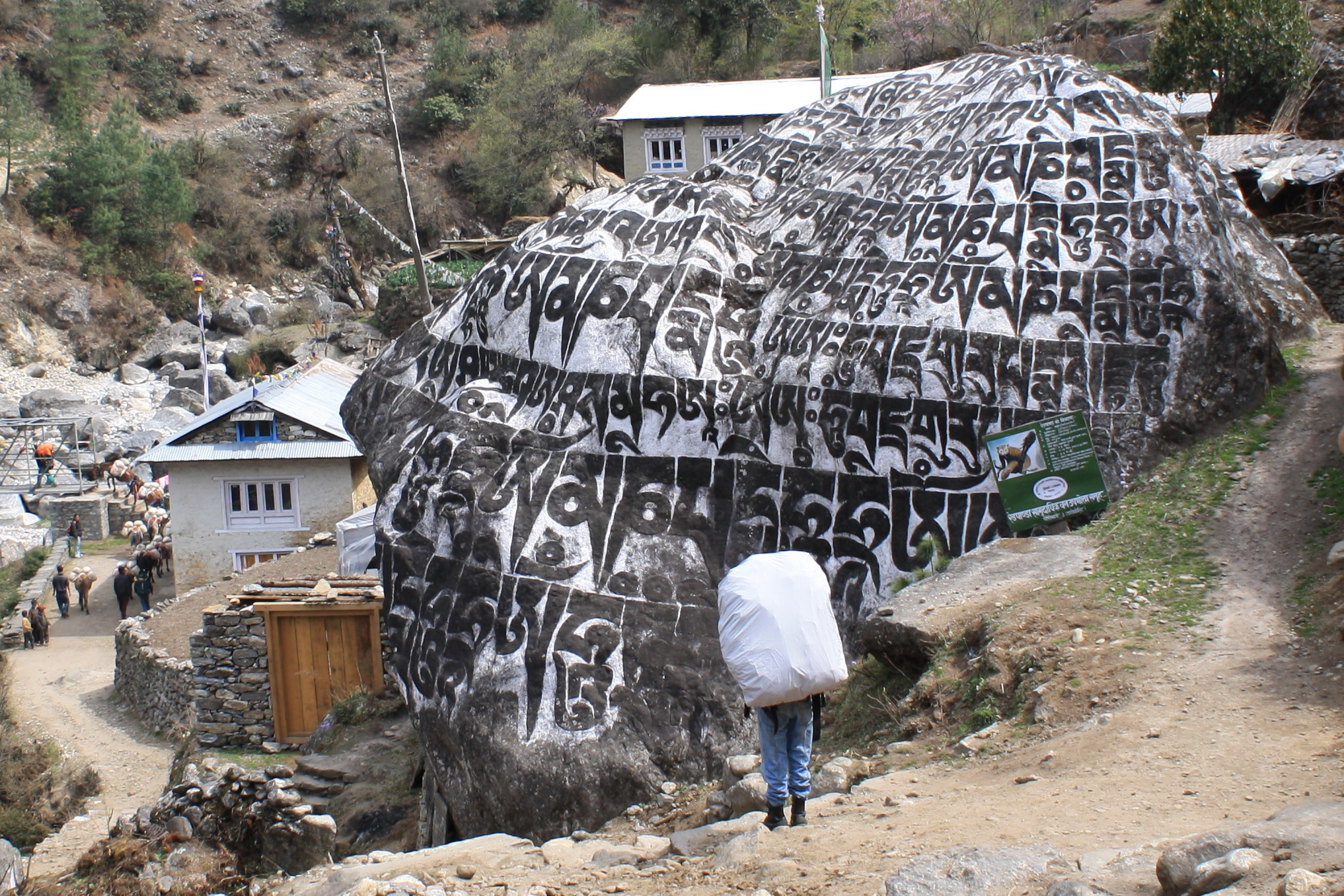
Pedra mani ao lado da trilha para Namche Bazaar

Pedras mani (em inglês: mani stones), são placas de pedras ou seixos considerados sagrados, e inscritos normalmente com as seis sílabas da "mantra" de Avalokiteshvara Om mani padme hum (daí o nome mani), como uma forma de oração no budismo tibetano.

## Outros significados
O termo Mani pode também ser usado em um sentido amplo para se referir as pedras sobre as quais qualquer mantra ou desenhos devocionais ("como o Ashtamangala") estão inscritos, elas são encontradas em cores, tamanhos e formas diferentes.
As pedras mani são intencionalmente colocadas juntas para formar montes ou pilhas de pedras como pequenas colunas (moledros) ou, às vezes em longas paredes, como uma oferenda para os espíritos do lugar (Genius loci).
Criar e esculpir as pedras mani é um processo artístico tradicional (sadhana) de piedade e devoção para yidam, as pedras mani são uma forma de devoção cintamani.
Os artesãos de pedras mani são camponeses ou pastores na primavera, verão e outono. No inverno eles gravam as pedras, pois o frio excessivo nesta estação faz com que permaneçam a maior parte do tempo dentro de suas residências.

## Muros
Ao longo dos caminhos das regiões sob a influência do budismo tibetano, o viajante é muitas vezes confrontado com muros de pedras Mani.
Essas estruturas de pedra são pintadas ou esculpidas na pedra, a maioria com a inscrição "Om mani padme hum", que pode ser traduzido como "salve! Jóia no lótus". O som 'Om' precede a maioria das orações budistas e hindus.
De acordo com a doutrina budista estas paredes devem ser passadas ou contornadas a partir do lado esquerdo, no sentido horário, como a Terra e o Universo giram, como uma oferta de oração pela saúde, paz e proteção.
Elas estão construidas perto de um templo ou estupa, ao lado de aldeias, ao longo de caminhos nas montanhas e variam de poucos metros a um quilômetro de comprimento e com um a dois metros de altura. Elas são construídas de entulho e areia e cobertas com pedras mani gravadas na elegante escrita tibetana.
Elas mostram o encanto artístico da cultura de origem tibetana. Nesta vasta região com população esparsa, montes de pedras mani se tornam lugar de oração e santuário para a população local.
Há geralmente dois tipos de montes de pedras mani: um é caracterizado por blocos e seixos esculpidos com inscrições ou pinturas de Buda e o outro é um empilhado de rochas de diferentes tamanhos com praticamente nenhuma inscrição nela.  Estes às vezes, estão completamente isoladas em locais remotos onde acredita-se que existe forte presença de espíritos, devido a longa pré-budista crenças que espíritos habitam nestes locais.
Diversos destes pequenos arranjos de pedras crescem cada ano pois os fieis colocam uma outra pedra cada vez que passam pelo local, o que para eles equivale a rezar ou a murmuração de um texto sutra.

## Poema
Existem diversos poemas a respeito das pedras mani, um dos mais conhecidos é o seguinte:
"Quando o sol brilha sobre elas, o sol canta o mantra"
"Quando chove sobre elas, a chuva canta o mantra"
"Quando o vento sopra sobre elas, o vento canta o mantra".